# Saraiya Goyō
Saraiya Goyō (jap. さらい屋 五葉) ist eine Mangaserie von Natsume Ono, die von 2006 bis 2010 in Japan erschien. Die Seinen-Serie spielt im Japan der Edo-Zeit und dreht sich um das Schicksal eines Rōnin, der in kriminelle Machenschaften verwickelt wird. Sie wurde 2010 als Anime-Fernsehserie adaptiert und in mehrere Sprachen übersetzt.

## Handlung
Der Rōnin Masanosuke Akitsu (秋津政之助) ist zwar ein guter Schwertkämpfer, doch steht ihm seine sanfte Natur oft im Wege. Erneut wurde er von einem Dienstherren entlassen und sucht eine neue Stelle. Vom Geld muss er auch einen Teil zu seiner fernen Familie schicken. Die Arbeit von Tagelöhnern will er aber nicht annehmen. Da trifft er auf den geheimnisvollen Yaichi (弥一), der ihm gleich verdächtig vorkommt. Dieser arbeitet und wohnt in einem Bordell als Leibwächter der Frauen, treibt sich oft in der Kneipe von Umezō herum und scheint stets nur das Leben zu genießen. Masanosuke erfährt jedoch bald, dass Yaichi seinen Lebensunterhalt und den seiner Freunde mit Entführungen der Kinder wohlhabender Bürger Edos verdient. Zugleich wird Masanosuke, zunächst ohne es zu wollen, zu seinem Komplizen. Getrieben von seiner Not und angezogen von Yaichis mysteriösen Charakter lässt er sich immer weiter in die Gruppe der Entführer hineinziehen.
Neben Yaichi sind der Wirt Umezō, der ehemalige Dieb Matsukichi und die Geisha Otake an den Entführungen beteiligt. Auch die stets fröhliche Okinu, die Tochter von Umezō, ist eingeweiht. Die Gruppe, in der jeder seine spezielle Aufgabe hat, nennt sich „Fünf Blätter“. Masanosuke, dessen Fähigkeiten als Samurai ihnen hilfreich sein könnten, ist der fünfte. Yaichi bemüht sich daher um Masanosuke, freundet sich mit ihm an, will aber nicht viel über sich verraten. Masanosuke ist von seiner Persönlichkeit fasziniert, entführte er doch auch Kinder, weil es ihnen in ihrer Familie schlecht erging. Daher will er mehr über ihn und seine Vergangenheit erfahren.
Doch bald wird Masanosuke krank und wird zum Älteren, dem früheren Anführer einer Bande Krimineller aufs Land gesandt. In seiner Bande war früher auch Umezō, der jedoch mit der Hilfe des Älteren ausstieg, und bei ihm bringen die Fünf Blätter die Entführten unter. Masanosuke gesundet und wird Zeuge, wie einem anderen früheren Bandenmitglied nicht vom Älteren, jedoch aus Schuldgefühlen von Umezō und schließlich auch durch Masanosuke selbst geholfen wird, als eine andere Bande ihn erpresst. Als es ihm besser geht, holt Yaichi Masanosuke ab. In Folge erfährt er, dass der Ältere Yaichi kennt: er war früher in einer berüchtigten Bande und entkam bei ihrer Zerschlagung durch die Polizei. Daher warnt der Ältere Masanosuke, Yaichi nicht zu sehr zu vertrauen.
Yaichi beobachtet misstrauisch, wie Masanosuke sich mit dem Polizisten Yagi anfreundet. Doch als Matsukichi für einen befreundeten Handwerker, dem er noch etwas schuldet, gestohlene Siegel zurückholen will und dabei selbst als Geisel genommen wird, kommt ihnen die Hilfe von Yagi recht. Durch ihn kann Masanosuke als Wächter an Matsukichi heran, ihn befreien und Yagi ist es auch, der die Siegel zurückbringt. Nun schuldet Matsukichi neben dem Händler und Yaichi auch Masanosuke etwas. Doch Yaichi und Matsukichi sind beunruhigt, dass die Polizei nun mehr über sie erfahren könnte. Zur gleichen Zeit kommt Masanasukes Schwester Sachi nach Edo. Sie flieht vor einer arrangierten Ehe.
Während Masanosuke von Yagis Vergangenheit als Leibwächter erfährt, in der er mit einem Kollegen namens Yaichi befreundet war der später starb, bereitet Yaichis Verhalten auch den anderen der Fünf Blätter Sorgen; er zieht sich zurück und ist vor allem von Masanosuke genervt. Dieser ahnt bei der nächsten und als letzter geplanten Entführung, wie Yaichi dazu kam die Gruppe zu gründen: Den entführten Sohn sollen sie nicht zurückbringen, sondern für Geld verschwinden lassen. Schließlich findet Masanosuke heraus, dass Yaichi selbst einmal Sohn einer reichen Familie war. Er hieß Seinoshin und Yaichi war sein Leibwächter. Doch als er entführt wurde, wollte seine Familie ihn, der nur adoptiert war, loswerden. Die Entführer nahmen ihn in ihre Bande auf, erzählten ihm Yaichi hätte ihn auch verraten. Tatsächlich hatten sie ihn getötet. Seinoshin war eine Zeit lang in der Bande, doch verriet sie dann an die Polizei um sich zu rächen und begann sein neues Leben als Yaichi. Nun, konfrontiert mit einem Schicksal wie dem seinen, ist er verzweifelt. Als ein Mitglied der Bande ihn aufspürt und töten will, gibt er sich dem fast hin. Doch als er von ihm erfährt, dass Yaichi ihn nicht verraten hatte, tötet er den Angreifer. Yaichi findet zurück zu seinen Freunden, den Fünf Blättern, ist nun offener zu ihnen und will mit ihnen ein neues Leben beginnen.

## Veröffentlichung
Die Serie erschien vom 25. November 2005 (Ausgabe 1/2006) bis 24. Juli 2010 (Ausgabe 9/2010) im monatlich erscheinenden Magazin Ikki des Verlags Shogakukan, das sich an junge Männer richtet. Die Kapitel wurden auch zusammengefasst in acht Bänden herausgegeben. Der letzte Band verkaufte sich in der ersten Woche etwa 25.000 mal.
Viz Media brachte eine englische Übersetzung unter dem Titel House of Five Leaves heraus, deren sechster Band auf der Manga-Bestsellerliste Platz 6 erreichte. Bei Kana erschien eine französische Fassung und bei Taiwan Tohan eine chinesische.

## Anime-Adaption
Unter der Regie und nach dem Drehbuch von Tomomi Mochizuki entstand 2010 bei Manglobe eine Adaption des Mangas als Anime für das japanische Fernsehen. Die verantwortlichen Produzenten waren Makoto Kimura, Sachi Kawamoto und Takashi Kochiyama. Das Charakterdesign entwarf Kazuto Nakazawa und die künstlerische Leitung lag bei Michie Watanabe. Die Hintergründe sind großteils als Computeranimation entstanden, während die Figuren selbst als Cel-Animation umgesetzt sind.
Die Erstausstrahlung erfolgte vom 16. April bis 2. Juli 2010 nach Mitternacht (und damit am vorigen Fernsehtag) bei Fuji TV im Programmblock Noitamina, sowie mit bis zu einem Versatz auch auf Kansai TV, Tōkai TV, BS Fuji und TV Kumamoto. Englische Fassungen als House of Five Leaves erschienen in Großbritannien und Australien auf DVD, eine Veröffentlichung mit englischen Untertiteln geschah über diverse Videoplattformen. Kazé brachte die Serie per Streaming nach Frankreich.

### Synchronisation
| Rolle             | japanischer Sprecher (Seiyū) |
| ----------------- | ---------------------------- |
| Masanosuke Akitsu | Daisuke Namikawa             |
| Yaichi            | Takahiro Sakurai             |
| Okinu             | Ao Takahashi                 |
| Otake             | Fuyuka Oura                  |
| Umezō             | Masaya Takatsuka             |
| Matsukichi        | Yuya Uchida                  |
| Heizaemon Yagi    | Hiroyuki Kinoshita           |
| Go-Inkyo          | Katsuhisa Hōki               |
| Seinoshin         | Keiko Nemoto                 |

### Musik
Die Musik der Serie, vor allem gespielt mit traditionellen japanischen Zupf- und Perkussionsinstrumenten, aber auch Akkordeon oder Piano, wurde komponiert von Kayo Konishi und Yukio Kondō. Der Vorspann wurde unterlegt mit Sign of Love von immi, das Abspannlied ist all I need is… von Rake.

## Rezeption
Die AnimaniA beschreibt den Anime als ungewöhnliche Serie, vor allem wegen des kantigen Charakterdesigns, das der Vorlage treu bleibe und sich in seiner „Hässlichkeit“ deutlich von der Bishōnen- und Bishōjo-Ästhetik der meisten Serien abhebe. Auch biete die Handlung entgegen der Erwartung an Samurai-Geschichten wenige Schwertkämpfe, sondern stattdessen „ein psychologisches Drama, das in seinem gemächlichen Erzählfluss das zerklüftete Seelenleben seiner Figuren ausleuchtet“. Die gezeigten Kämpfe seien solide in Szene gesetzt und animiert, auch sonst sei das Design stimmig und die Musik passend. Das Werk lasse sich als Gegenstück zum schnellen, bunten und extrovertierten Samurai Champloo sehen, die erste Samurai-Serie des Studios Manglobe, die ebenfalls in der Edo-Zeit spielte. Für Actionfans biete der Anime wenig, für Kenner jedoch „Abwechlung abseits der üblichen Anime-Strickmuster“.